# Ерік Парлевліт
Ерік Парлевліт (нід. Erik Parlevliet, 8 червня 1964 — 22 червня 2007) — нідерландський хокеїст на траві.
Бронзовий призер Олімпійських Ігор 1988 року.
Чемпіон світу 1990 року.